# Erik der Rote

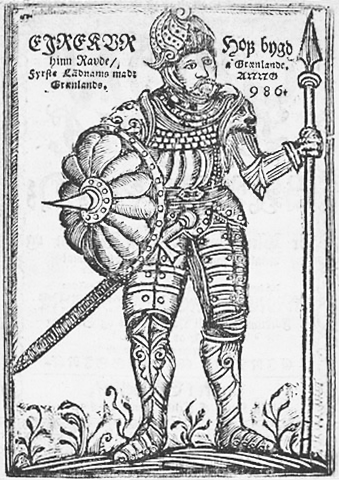
Fantasiedarstellung Eriks des Roten in Arngrímur Jónssons Gronlandia (Holzschnitt, 17. Jahrhundert)

Erik der Rote (altnordisch Eiríkr (inn) rauði Þorvaldsson, norwegisch Eirik Raude, * zwischen 930 und 950 in Jæren, Norwegen; † um 1003 oder nach 1009 in Brattahlíð, Grönland) war ein Wikinger und Landnehmer.

## Leben

### Leben in Island

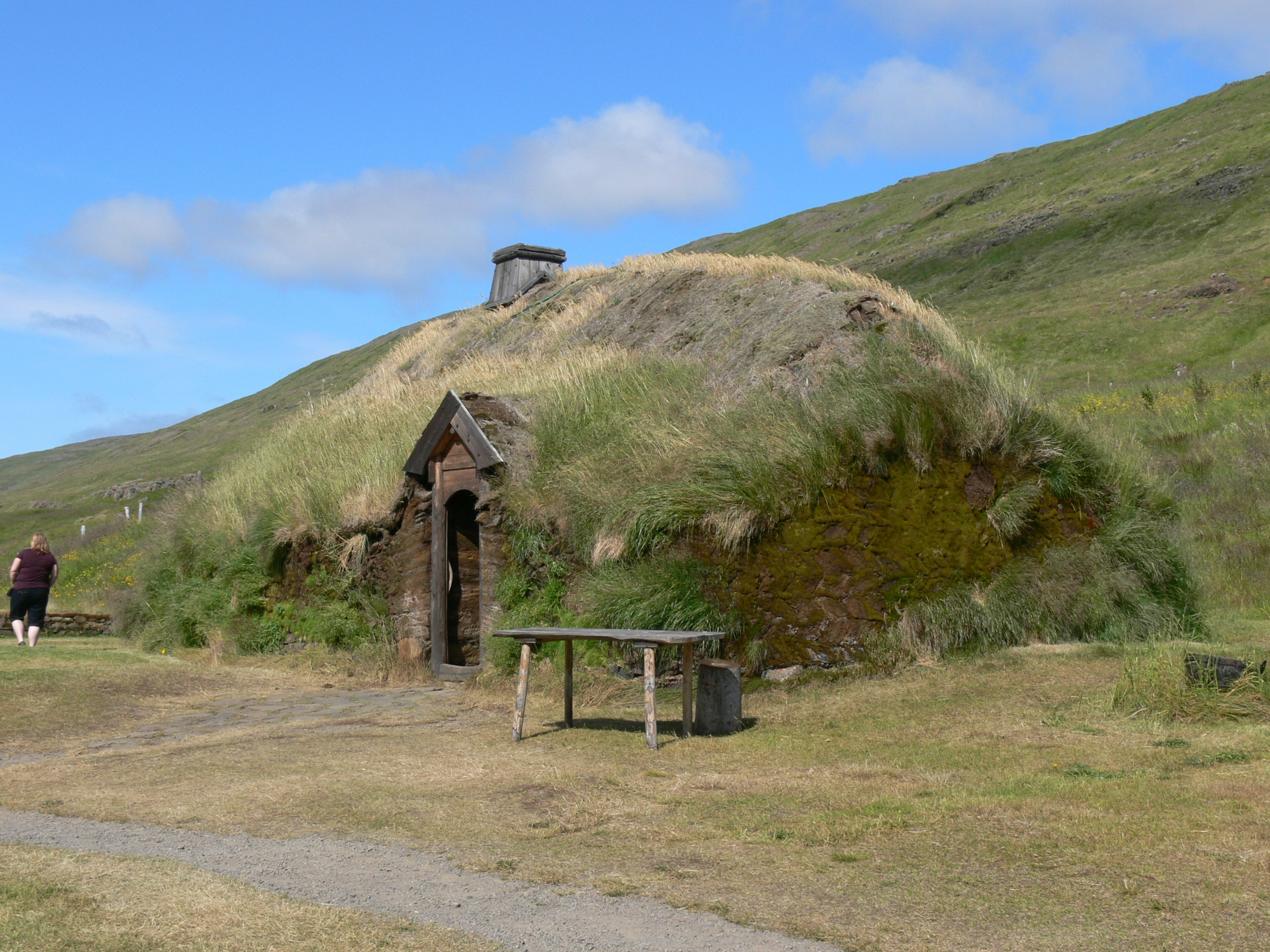
Rekonstruktion des Farmhauses Eiríksstaðir in Island

Das Leben Erik des Roten ist in zahlreichen Sagas überliefert. Er stammte der nach ihm benannten Eiríks saga rauða zufolge ursprünglich aus Jæren in Norwegen und war der Sohn von Þorvaldr Ásvaldsson. Diese Überlieferung deckt sich mit der in der Landnámabók. Etwas weniger detailliert ist dieselbe Geschichte in der Grænlendinga saga überliefert und ein Ausschnitt tritt auch in der Eyrbyggja saga auf. Die Herkunft seines Beinamens der Rote ist nicht überliefert, bezieht sich aber vermutlich auf rotes Kopf- und Barthaar.
Um 970 musste Eriks Vater aus Norwegen fliehen, da er einen Mord begangen hatte. Die Familie ließ sich in Drangar auf Hornstrandir in Island nieder, wo Þorvaldr kurz darauf starb. Erik heiratete Þjóðhildr, die Tochter von Jǫrundr Úlfsson und Þorbjǫrg knarrarbringa, die nach dem Tod ihres Mannes Þorbjǫrn inn haukdælski geheiratet hatte, der somit Þjóðhildrs Stiefvater war. Nach der Eheschließung zog Erik in die Heimat von Þorbjǫrn, Haukadalur, und errichtete dort den Hof Eiríksstaðir. Auf seinem Hof hatte Erik einige Knechte, die einen Erdrutsch auf dem Hof von Valþjófr á Valþjófsstǫðum verursachten. Ein Verwandter von Valþjófr, Eyjólfr saurr, tötete daraufhin die Knechte. Erik rächte sich und tötete Eyjólfr sowie Hólmganga-Hrafn, weswegen die Familie von Eyjólfr ihn anklagte, woraufhin er von seinem Hof verwiesen wurde. Er überwinterte anschließend auf Suðrey, bevor er den neuen Hof Eiríksstaðir auf Öxney gründete.
Nachdem er Þorgestr á Breiðabólstað Holzbalken geliehen, aber nicht zurückerhalten hatte, kam es zum Kampf. Bei diesem starben unter anderem Þorgestrs zwei Söhne. Erik und seine Anhänger Styrr Þorgrímsson, Eyjólfr ór Svíney, die Söhne von Þorbrandr ór Álftafirði und Þorbjǫrn Vífilsson wurden auf dem Þórsnes-Thing für vogelfrei erklärt. Er verließ daraufhin mit seinem Schiff Island, um das von Gunnbjǫrn Úlfsson einige Jahrzehnte zuvor gesichtete Land im Westen zu suchen.
Er entdeckte vergletschertes Land, das er Miðjǫkull nannte und später Bláserkr genannt wurde. Von dort aus fuhr er nach Süden in die spätere Eystribyggð und überwinterte auf Eiríksey. Im Frühjahr nahm er Land im Eiríksfjǫrðr. Im Sommer fuhr er gen Norden in die spätere Vestribyggð und erkundete die dortige Gegend. Dann überwinterte er in Eiríkshólmar bei Hvarfsgnípa und fuhr im folgenden Sommer zum Snæfell und in den Hrafnsfjǫrðr. Nach einer Reise zum Ende des Eiríksfjǫrðr kehrte er zu seinem Wohnsitz im selben Fjord zurück, wo er den dritten Winter verbrachte. Anschließend kehrte er nach drei Jahren nach Island zurück. Er berichtete dort vom Land, das er erkundet hatte, und nannte es Grænland („Grünland“). Er wählte einen attraktiven Namen, um mögliche Siedler für sich zu gewinnen. Nachdem er bei Ingólfr á Hólmlatri überwintert hatte, kam es im Frühjahr erneut zum Kampf mit Þorgestr, wobei Erik unterlag, woraufhin sie sich versöhnten. Im Sommer fuhr er mit 25 Schiffen von Island aus nach Grönland, wo aber nur 14 von ihnen ankamen. Er ließ sich in Brattahlíð nieder, während andere ihre Siedlungen an anderen Stellen in der Eystribyggð und einige in der Vestribyggð errichteten.

### Leben in Grönland
Erik begründete somit um das Jahr 985 herum die Gesellschaft der Grænlendingar, als deren Häuptling er galt. Mit seiner Frau hatte er vier Kinder: Leifr, Þorvaldr, Þorsteinn und Freydís. Der Eiríks saga rauða zufolge war Freydís unehelich.
In der Flóamanna saga heißt es, wie Erik der Rote in seinen jungen Jahren bereits in Island wohnhaft zu Besuch bei Håkon Jarl seinen Freund Þorgils Þórðarson traf, den er später mit seiner Familie dazu einlud, sich in Grönland niederzulassen. Bei einem Besuch von Þorgils und seinen Männern bei Erik beleidigte einer von Eriks Männern namens Hallr Þorgils, woraufhin einer von Þorgils Männern namens Kolr Hallr mit einem Speer tötete, was zu einem Bruch in der Freundschaft zwischen Erik und Þorgils führte.
Als Leifr der Grænlendinga saga zufolge Vinland bereisen wollte, bat er seinen Vater mitzukommen, aber dieser lehnte ab, da er sich zu alt fühlte. Er ließ sich dennoch überreden, aber fiel auf dem Weg zum Schiff vom Pferd und verletzte sich am Fuß, weswegen er in Brattahlíð zurückbleiben musste. Auf der Rückreise fand Leifr einige Schiffbrüchige, die er mit nach Hause nahm, aber im folgenden Winter brach eine Epidemie unter ihnen aus, an der viele starben. Erik starb im selben Winter.
In der Eiríks saga rauða heißt es hingegen, dass er seinen Sohn Þorsteinn begleiten sollte und sich überreden lassen musste. Als er vom Pferd fiel, verletzte er sich an Rippen, Arm und Schulter, reiste aber dennoch mit, aber sie wurden nach Osten abgetrieben und mussten schließlich erfolglos nach Grönland zurückkehren. Es heißt auch, dass Eiríkr sich nach dem Tod seines Sohnes Þorsteinn um dessen Witwe Guðríðr Þorbjarnardóttir kümmerte. In der Grænlendinga saga starb Eiríkr hingegen lange vor Þorsteinn. Erik gab schließlich dem Kaufmann Þorfinnr karlsefni die Erlaubnis, Guðríðr heiraten zu dürfen. Nachdem Þorfinnr karlsefni in Vinland gewesen war, hielt er sich bei Erik auf, was die letzte Erwähnung dessen ist. In der Eiríks saga rauða wird Eriks Tod nicht erwähnt.
Es ist zudem unklar, ob Erik der Rote jemals das Christentum annahm. Der Eiríks saga rauða zufolge ließ Þjóðhildr sich taufen, während Erik sich weigerte. Der Grænlendinga saga zufolge starb Erik bereits vor der Einführung des Christentums in Grönland. Archäologische Funde zeigen jedoch, dass es bereits vor dem Jahr 1000 Christen in Grönland gab. Sein Tod lässt sich somit nicht eindeutig datieren. Ein von Lars Motzfeldt im Jahr 1961 bei Bauarbeiten für die Schule in Qassiarsuk aufgefundener Schädel wurde ihm zugeschrieben.
Erik der Rote wird auch in der Íslendingabók, in der Bárðar saga Snæfellsáss und in der Ólafs saga Tryggvasonar in der Heimskringla erwähnt.

## Rezeption in der modernen Kultur

### Namensgebungen
Die Bohrinsel Eirik Raude (norwegisch) ist nach Erik dem Roten benannt.
Der 1931 bis 1933 von Norwegen besetzte Teil Grönlands an der nördlichen Ostküste wurde Eirik Raudes Land genannt.

### Musik
Das Album Eric the Red der färöischen Metalband Týr ist nach Erik benannt, die deutsche Pagan-Metal-Band Black Messiah erzählt die Geschichte Eriks im Lied Erik, der Rote auf ihrem Album Of Myths and Legends. Das Konzeptalbum Durch Blut und Eis der deutschen Viking-Metal-Band Thrudvangar ist komplett Erik dem Roten gewidmet, und auch die deutsche Power-Metal-Band Rebellion erzählt seine Geschichte in dem Lied Eric the Red.